# Force aérienne royale australienne
Pour les articles homonymes, voir Air Force.
La Force aérienne royale australienne (en anglais, Royal Australian Air Force) est la composante aérienne des forces armées de l'Australie, l'Australian Defence Force.

## Historique
Pour un article plus général, voir Histoire militaire de l'Australie.

### Création
L'histoire de la RAAF remonte à la Conférence impériale tenue à Londres en 1911, où il a été décidé qu'une aviation devrait être développée au sein des forces armées de l'Empire britannique. L'Australie, le seul pays à le faire, met en œuvre cette décision, en approuvant la création de l'École de pilotage centrale à Point Cook, à Victoria, le 22 octobre 1912. L'Australian Flying Corps fut ainsi la deuxième force aérienne à être officiellement formée.

### Première Guerre mondiale
Peu de temps après le déclenchement de la Première Guerre mondiale, en 1914, l'Australian Flying Corps (AFC) envoya des avions pour aider à neutraliser les colonies allemandes dans ce qui est maintenant le nord-est de la Nouvelle-Guinée. Ces colonies furent cependant vite cédées, avant même que les avions arrivent sur place. Les premiers vols opérationnels n'ont eu lieu que le 27 mai 1915.
Le Corps verra ses premières actions de guerre, plus tard, en Égypte, en Palestine et sur le front occidental pendant le reste de la Première Guerre mondiale. Quatre escadrons virent ainsi le jour. 460 officiers et 2.234 autres rangs servirent dans l'AFC, alors que 200 autres hommes servirent comme membres d'équipage dans le British Flying Services.
On recensera dans l'AFC, durant la guerre : 175 morts, 111 blessés, 6 gazés et 40 capturés.

### Entre-deux-guerres
L'Australian Flying Corps fit partie de l'armée australienne jusqu'en 1919, lorsqu'elle fut démantelée avec l'Australian Imperial Force (AIF). Bien que l'École centrale de vol ait continué à fonctionner à Point Cook, les vols militaires ont pratiquement cessé jusqu'en 1920, lorsque l'Australian Air Corps est formée. L'Australian Air Force est formée le 31 mars 1921. Le roi George V approuva le préfixe «Royal» en juin 1921 et son entrée en vigueur se fit le 31 août 1921. La RAAF devient alors la deuxième branche aérienne royale à être formée dans le Commonwealth britannique, après la Royal Air Force. Mais, lorsqu'elle fut formée, la RAAF avait plus d'avions que de personnel, avec 21 officiers et 131 hommes de troupe pour 170 avions.

### Seconde Guerre mondiale

#### Europe et Méditerranée

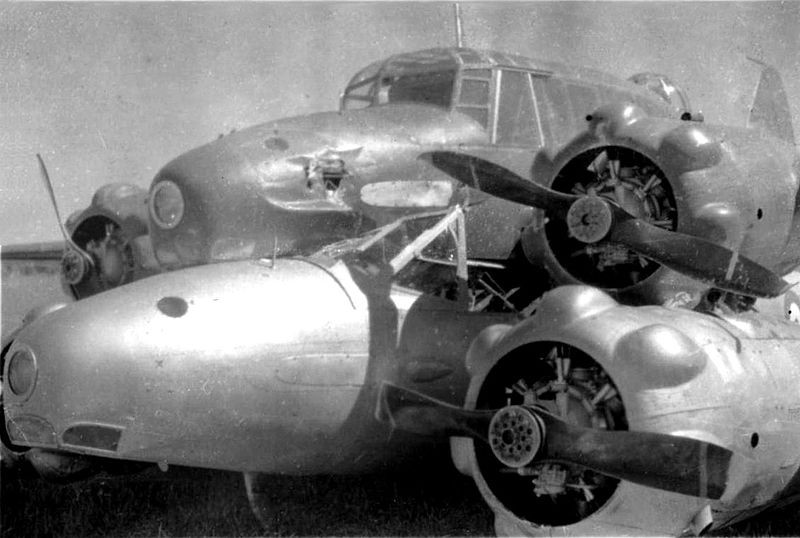
Deux Avro Anson lors de la collision aérienne de Brocklesby en 1940.

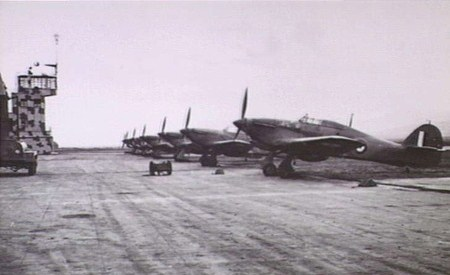
Hawker Hurricane du à Rayak au Liban en 1942.

En 1939, juste après le début de la Seconde Guerre mondiale, l'Australie rejoignit l'Empire Air Training Scheme, en vertu de laquelle les équipages recevaient une formation de base en Australie avant de se rendre au Canada pour une formation avancée. Au total, 19 escadrons de bombardement, de chasse et de reconnaissance appartenant à la RAAF servirent d'abord en Grande-Bretagne ou avec la Desert Air Force en Afrique du Nord et en Méditerranée. Environ 9 % du personnel ayant servi sous le commandement britannique en Europe et en Méditerranée était du personnel de la RAAF.
Alors que les capacités de construction de l'aviation britannique se trouvent menacées par la Luftwaffe, le gouvernement australien créa le ministère de la Production aéronautique (DAP, plus tard connue sous le nom Government Aircraft Factory) pour approvisionner les forces aériennes du Commonwealth et de la RAAF. Une production australienne qui fournira en définitive un grand nombre de versions locales de modèles britanniques comme le bombardier-torpilleur DAP Beaufort.
Sur le théâtre européen, le personnel australien fut particulièrement utilisé dans le Bomber Command de la Royal Air Force, il n'y représentait que 2 % des effectifs mais comptèrent 23 % du nombre total des pertes en mission. Ces statistiques sont démontrées par l'escadrille No.460 volant la plupart du temps sur Avro Lancaster, elle avait un contingent officiel d'environ 200 navigants et eu cependant 1 018 morts au combat, représentant ainsi plus de cinq fois sa destruction théorique.

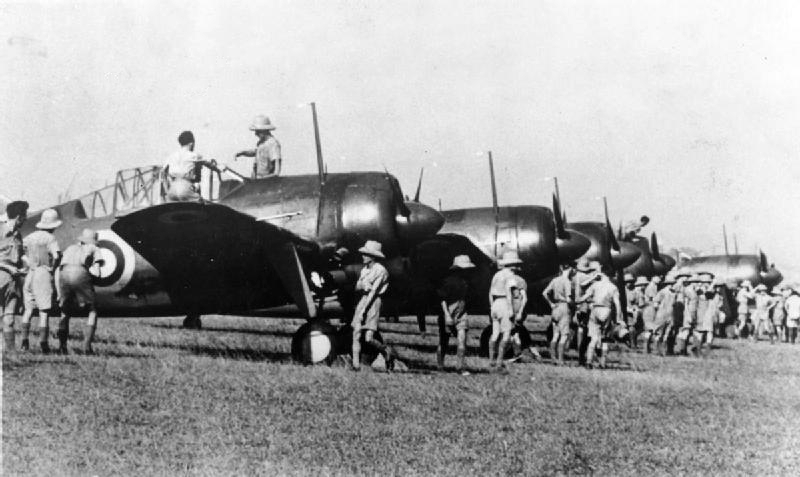
Buffalo du No.21 et No.453 Squadron inspectés par le personnel de la RAAF, sur la base de Sembawang, à Singapour.

#### Guerre du Pacifique

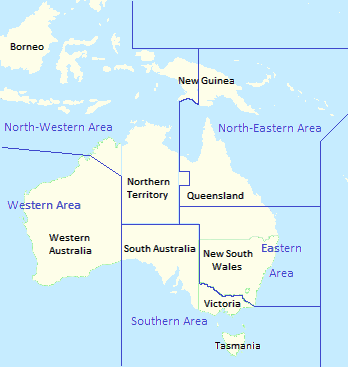
Zone de responsabilités des RAAF Commands en novembre 1942.

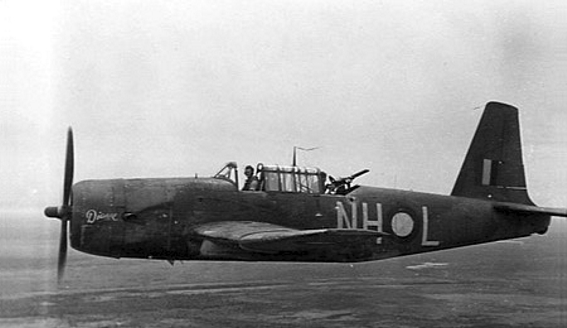
Vultee A-31 de la Royal Australian Air Force.

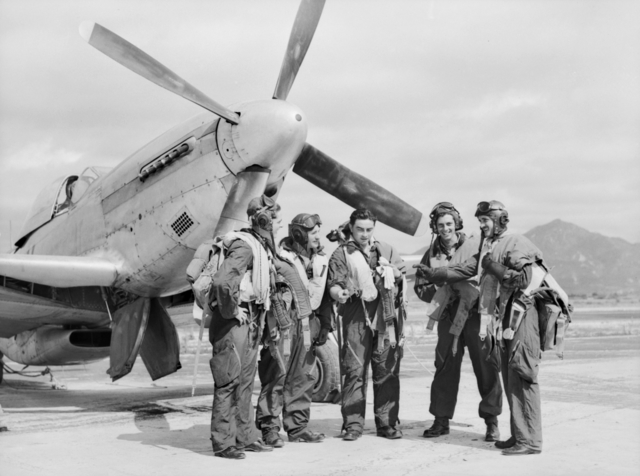
Pilotes de la Royal Australian Air Force en juillet 1947 durant l'occupation du Japon.

Le début de la guerre du Pacifique - et la progression rapide de la force japonaise - menaça l'Australie pour la première fois. La RAAF était très mal préparée à cette situation d'urgence et n'avait qu'une force négligeable disponible dans le Pacifique.
En 1941 et début 1942, de nombreux escadrons de la RAAF, comme les No.21 et No.453, furent placés sous le commandement de la RAF Far East Air Force en Malaisie, à Singapour et aux Indes orientales néerlandaises. Les pilotes de chasse, en particulier, rapportèrent de bons résultats malgré leur infériorité numérique et le fait que beaucoup d'avions utilisés n'étaient que des appareils rustiques comme le Brewster F2A Buffalo.
Le bombardement de Darwin, le 19 février 1942 enfonça encore plus le clou, certains escadrons RAAF ayant été transférés auparavant dans l'hémisphère nord - dont un nombre important y resta jusqu'à la fin de la guerre - la pénurie d'avions de chasse qui s'ensuivit mena à l'acquisition de P-40 Kittyhawk américains et à la conception et fabrication du premier avion de combat australien, le Commonwealth CA-12 Boomerang. Les Kittyhawk de la RAAF jouèrent un rôle crucial en Nouvelle-Guinée et aux îles Salomon, en particulier dans des opérations comme la bataille de la baie de Milne. En réponse à une possible menace de guerre chimique par les Japonais, la RAAF importa des centaines de milliers d'armes chimiques en Australie.
Dans la bataille de la mer de Bismarck, le Bristol Beaufighter s'avéra être un avion d'attaque au sol et maritime très efficace. Importés, les Beaufighter furent ensuite fabriqués localement par la DAP. Bien qu'il fût beaucoup plus imposant que les chasseurs japonais, le Beaufighter était plus rapide et avait une redoutable puissance de feu.
En fin 1945, la RAAF reçut environ 500 P-51 Mustang. La principale formation opérationnelle de la RAAF, sa première force aérienne tactique, comprenait plus de 18 000 personnes et 20 escadrons. Elle avait pris part aux opérations aux Philippines, aux campagnes de Bornéo et devait participer à l'invasion du Japon continental, ainsi que les escadrons de bombardiers RAAF rapatriés d'Europe, pour constituer la Force Tiger. Cependant, la guerre s'acheva en raison des attaques nucléaires sur le Japon d'Hiroshima et de Nagasaki. 
Par la suite, l'Empire Air Training Scheme, qui comptait environ 20 000 membres du personnel australien, servit à d'autres forces aériennes du Commonwealth en Europe après la Seconde Guerre mondiale. 
L'effectif le plus élevé dans les forces aériennes australiennes est atteint le 29 novembre 1944 avec près de 184 000 personnels (165 365 hommes dans la Royal Australian Air Force et 18 457 femmes dans la Women's Auxiliary Air Force). Parmi les hommes, 20 691 étaient officiers et 144 674 étaient d’autres grades ; parmi les femmes, 657 étaient officiers et 17 800 étaient d’autres grades. 3 472 membres du personnel de la RAAF ont été répertoriés comme disparus ou prisonniers de guerre. En plus du personnel de la RAAF et de la WAAF, le service de soins infirmiers de la RAAF comptait près de 500 infirmières. À partir de ce moment, la taille de l'armée de l'air a diminué et, lors de la capitulation japonaise en août 1945, elle était tombée à 173 622 personnes.
Au total, ce sont 216 900 hommes et femmes qui ont servi dans la RAAF durant le conflit, dont 11 061 ont été tués au combat.

### Guerre Froide

#### Pont aérien de Berlin
Au cours du pont aérien de Berlin, en 1948-1949, la RAAF Squadron Berlin Air Lift assista à l'effort international dans l'approvisionnement de la ville, avec l'aide de deux Avro York de la RAF avec comme équipages du personnel de la RAAF. Bien que cela soit une petite partie de l'opération, la contribution de la RAAF a été significative : 2 062 sorties, 7 030 tonnes de fret et 6 964 passagers.

#### Guerre de Corée
Durant la guerre de Corée, les Mustang du No.77 Squadron stationnés au Japon avec la Force d'occupation du Commonwealth britannique, ont été parmi les premiers avions des Nations unies à être déployés à l'appui au sol, aux patrouilles aériennes de combat, et aux missions d'escorte. Quand les avions de l'ONU ont été confrontés à des MiG-15, le No.77 Squadron acquis alors des Gloster Meteor de fabrication britannique, qui permirent quelques succès contre les pilotes soviétiques qui volaient en Corée du Nord. Cependant, les MiG étaient des avions de qualité supérieure et les Météor ont dû être relégués à des missions d'appui au sol. La force aérienne australienne a également utilisé des aéronefs de transport durant le conflit. Ainsi, le No.77 Squadron a effectué 18 872 sorties, revendiquant la destruction de 3 700 bâtiments, 1 408 véhicules, 16 ponts, 98 wagons et un nombre inconnu de personnel ennemi. 3 MiG-15 confirmés ont été détruits, et 2 autres probables. La RAAF a perdu 48 hommes (41 morts et 7 capturés) et 66 aéronefs (22 Mustang et 44 Meteor).

#### Insurrection communiste malaise

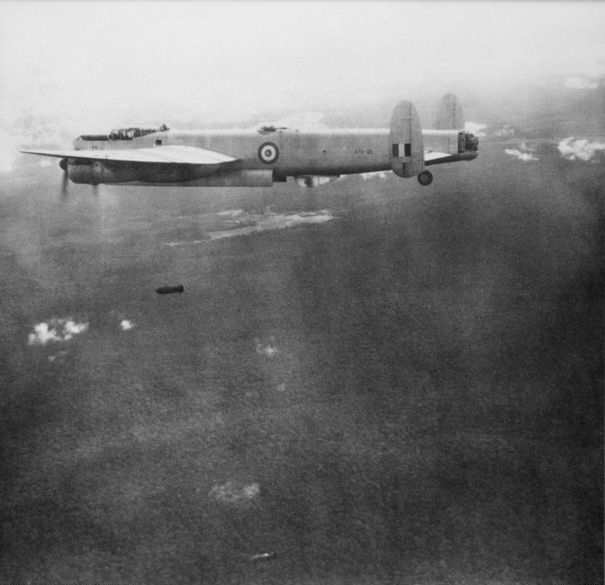
Avro Lincoln de la Royal Australian Air Force bombardant des positions communistes dans la jungle malaise, 1950.

Durant l'insurrection communiste malaise, qui a duré de 1948 à 1960, 6 Avro Lincoln du No.1 Squadron et des DC-3 Dakota du No.38 Squadron ont pris part aux opérations contre les troupes communistes malaises dans le cadre de la Force aérienne de l'Extrême-Orient (FEAF). Les Dakota ont été utilisés pour le transport de fret, dans le mouvement de troupes, et le largage de parachutistes en Malaisie. Le Lincoln, à partir de bases situées à Singapour et à Kuala Lumpur, a constitué l'épine dorsale de la guerre aérienne contre les troupes ennemies, lors de la conduite des missions de bombardement contre leurs bases dans la jungle. Bien que les résultats soient souvent difficiles à évaluer, ils ont permis au gouvernement de harceler les forces pro-communistes, en attaquant leurs camps de base. Plus tard, en 1958, les bombardiers Canberra du No.2 Squadron ont été déployés en Malaisie et ont pris part à des missions de bombardement.

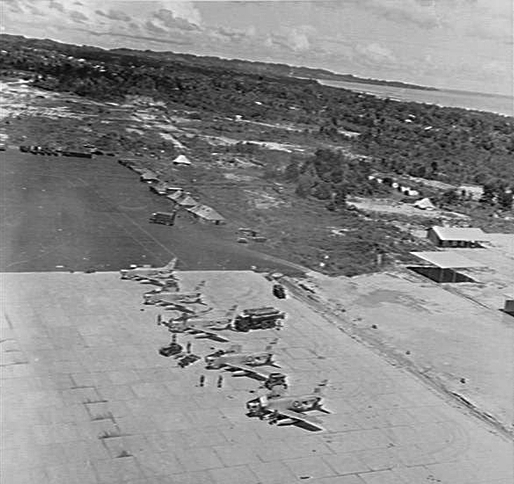
Des Sabres sur la base aérienne de Labuan en 1965.

De 1958 à 1960, les chasseurs CAC Sabres de la 78e escadre, comprenant les escadrons 3 et 77, exécuta plusieurs sorties d'attaque au sol contre les insurgents communistes en Fédération de Malaisie. Après cet évènement, ils restèrent en Malaisie à la base aérienne de Butterworth. Équipé du missile air-air Sidewinder, les Sabres avaient pour objectif la défense aérienne régionale pendant la Konfrontasi entre l'Indonésie et la Malaisie entre 1963 et 1966, même si aucun combat aérien ne se produisit entre les deux parties en conflit. Entre octobre et décembre 1965, un détachement de six Sabres, initialement issus de l'escadron no 77 puis du no 3, fut basé à Labuan pour mener des patrouilles de combat au-dessus de la frontière entre l'Indonésie et la Malaisie, à Bornéo.

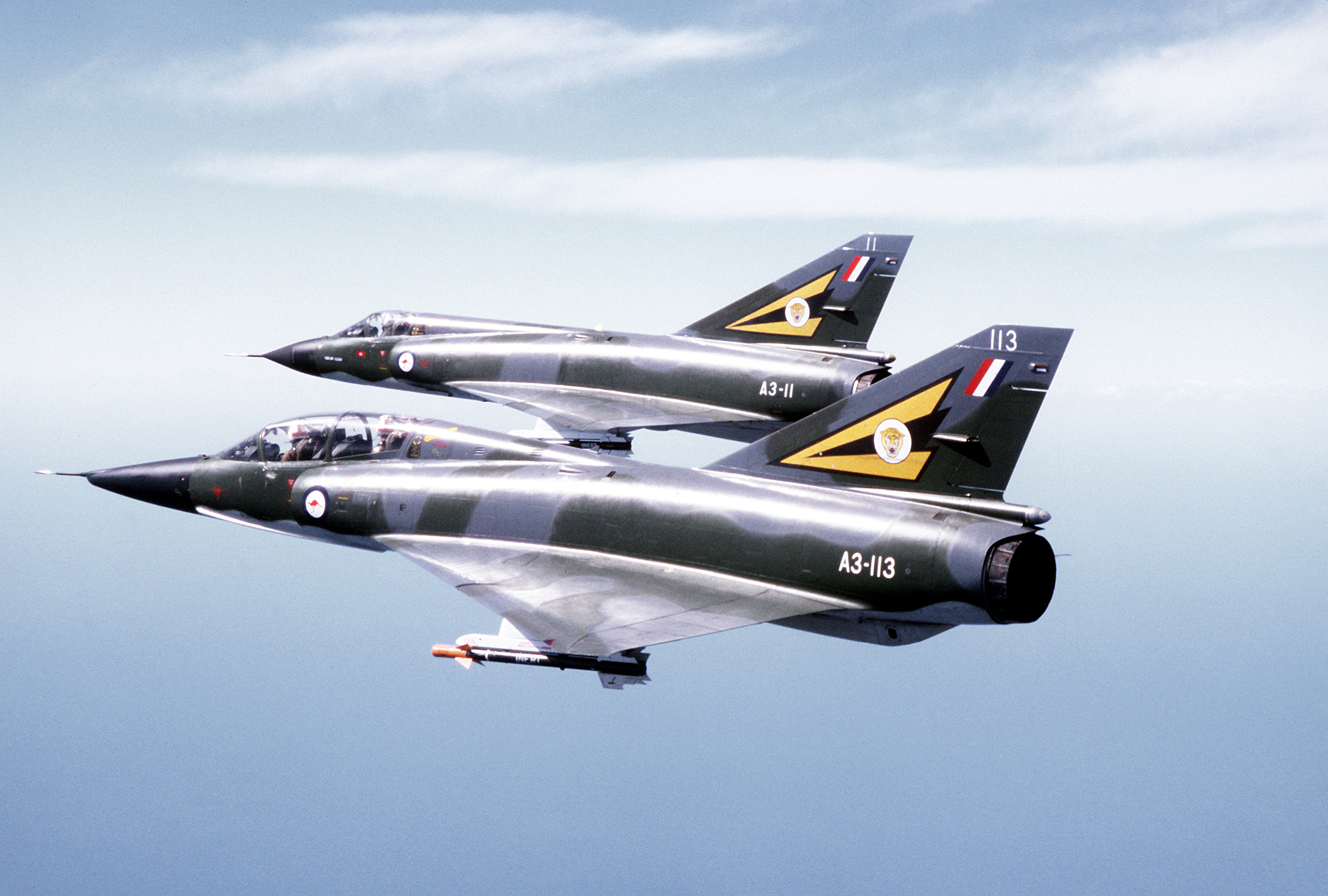
2 Mirage III de la RAAF en 1980

#### Guerre du Viêt Nam
En 1962, un détachement de huit CAC Sabres, qui fut plus tard agrandi et désigné escadron no 79, fut envoyé de Butterworth à Ubon (en), en Thaïlande pour assister les gouvernements thaïlandais et laotien dans les actions entreprises contre les insurgents communistes. L'Australie et la Thaïlande furent les alliées du Sud Viêt Nam et des États-Unis pendant la guerre du Viêt Nam. L'escadron no 79 était responsable de la défense aérienne locale à Ubon, où les avions d'attaque et les bombardiers de l'US Air Force étaient basés. L'escadron n'engagea cependant jamais d'avion Nord-Viêt Namien ou de force terrestre,. Deux Sabres furent perdus sur pannes moteurs en Thaïlande, en septembre 1964 et janvier 1968. L'escadron no 79 cessa les opérations et fut désactivé en juillet 1968.
Pour remplacer les Sabre, l'Australie à partir de 1960 achète un total de 116 Dassault Mirage III qui entrant en service en 1965 le reste jusqu’au 30 septembre 1988
Pendant la guerre du Viêt Nam, de 1964 à 1972, la RAAF contribua à l'effort de guerre en envoyant des escadrons constitués d'avion cargo ADAC DHC-4 Caribou du RAAF Transport Flight Vietnam (qui sera plus tard le No.35 Squadron), d'hélicoptère UH-1 Iroquois du No.9 Squadron et de bombardiers Canberra du No.2 Squadron. Les Canberra feront 11 963 sorties de bombardement, mais deux seront perdus durant ces missions (un est porté disparu lors d'un bombardement et l'épave de l'avion fut récupérée en avril 2009, et les restes du Lieutenant Michael Herbert et de l'Officier Robert Carver ont été trouvés à la fin de juillet 2009 ; l'autre a été abattu par un missile sol-air, mais les deux membres d'équipage ont été secourus). Les avions ont largué 76 389 bombes, ont été crédités de 786 ennemis confirmés et 3390 autres estimés ; 8637 structures, 15568 bunkers, 1267 sampans et 74 ponts ont été détruits. Les avions de transport de la RAAF ont également soutenu les forces terrestres anti-communistes. Les hélicoptères UH-1 ont été utilisés dans de nombreux rôles, y compris l'évacuation sanitaire, et les missions de Gunships. Les victimes au sein de la RAAF au Vietnam comptent 6 tués et 30 blessés au combat, 8 décès et 30 blessés dans des conditions non hostiles.

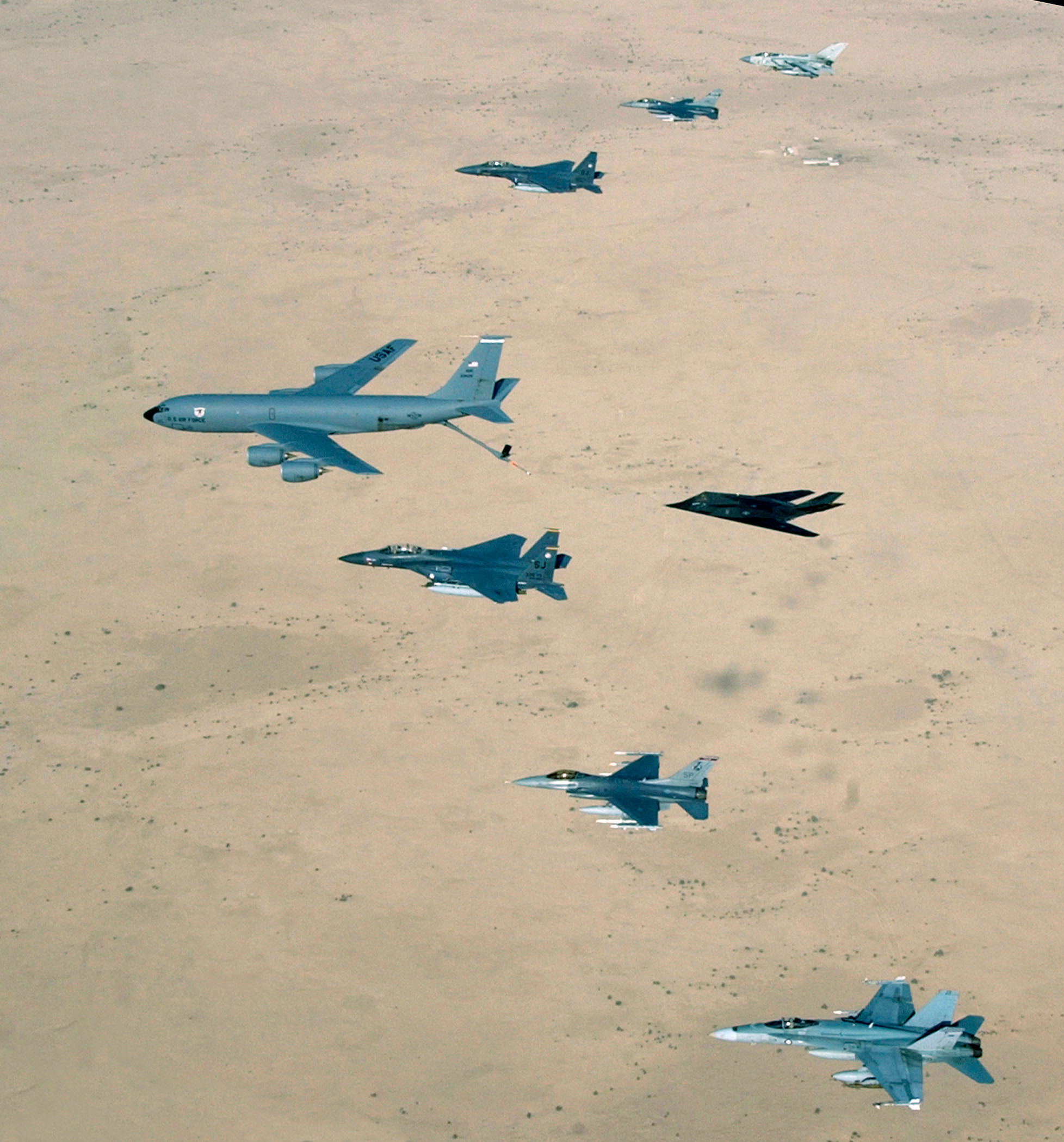
Avions de la coalition durant guerre d'Irak en 2003 : Panavia Tornado de la RAF, F/A-18 de la RAAF, F-15, F-16, F-117 et un ravitailleur KC-135 de l'USAF.

24 F-4 Phantom II sont loués par l'Australie entre 1970 et 1973 avant l'entrée en service du  bombardier General Dynamics F-111C qui resteront en service jusqu'en 2010. Ils n'ont pas effectué de missions de combat.

### Années 1990 etXXIesiècle
Le transport aérien militaire a été effectué pour un certain nombre d'objectifs durant la décennie qui a suivi la guerre Froide, tels que les opérations de maintien de la paix dans le Timor oriental à partir de 1999.
Les avions de combat australiens n'ont pas été utilisés jusqu'à ce qu'éclate la guerre d'Irak en 2003, lorsque 14 F/A-18 de No.75 Squadron furent engagés comme avions d'attaque au sol et d'escorte. Les appareils ont eu un total de 350 sorties durant l'opération liberté irakienne et ont largué 122 bombes guidées laser.
De août 2007 à aout 2009, un détachement du No. 114 Mobile Control and Reporting Unit RAAF (en) a été déployé à l'aérodrome de Kandahar dans le sud de l'Afghanistan. Environ 75 militaires déployés avec le radar AN/FPS-117 ont pour responsabilité de coordonner les opérations de combat aérien de la coalition.
À partir d'aout 2014, elle engage l’Operation Okra (en) au sein la Coalition internationale en Irak et en Syrie. Son contingent était composé de 6 F/A-18 Hornet ou Super Hornet, d'un Boeing 737 AEW&C et d'un ravitailleur Airbus A330 MRTT. Ses Hornets et Super Hornet effectuent plus de 2 700 sortie et elle effectue sa dernière frappe le 14 janvier 2018.

## Structure des forces
[Quand ?]
Quartier-général, Royal Australian Air Force, Aéroport de Canberra, Territoire de la capitale australienne
- Air Combat Group (en) (ACG), quartier-général à RAAF Base Williamtown, Nouvelle-Galles du Sud
  - No. 78 Wing, quartier-général à RAAF Base Williamtown, Nouvelle-Galles du Sud
    - No. 76 Squadron, RAAF Base Williamtown, Nouvelle-Galles du Sud
    - No. 79 Squadron, RAAF Base Pearce (en), Australie-Occidentale
    - No. 2 Operational Conversion Unit, RAAF Base Williamtown, Nouvelle-Galles du Sud

  - No. 81 Wing, quartier-général à RAAF Base Williamtown, Nouvelle-Galles du Sud
    - No. 3 Squadron, RAAF Base Williamtown, Nouvelle-Galles du Sud
    - No. 75 Squadron, RAAF Base Tindal (en), Territoire du Nord
    - No. 77 Squadron, RAAF Base Williamtown, Nouvelle-Galles du Sud

  - No. 82 Wing, quartier-général à RAAF Base Amberley, Queensland
    - No. 1 Squadron, RAAF Base Amberley, Queensland
    - No. 6 Squadron, RAAF Base Amberley, Queensland
    - No. 4 Squadron, RAAF Base Williamtown, Nouvelle-Galles du Sud
- Air Lift Group (en) (ALG), quartier-général à RAAF Base Richmond, Nouvelle-Galles du Sud
  - No. 84 Wing, quartier-général à RAAF Base Richmond, Nouvelle-Galles du Sud
    - No. 33 Squadron, RAAF Base Amberley, Queensland
    - No. 34 Squadron, Defence Establishment Fairbairn (en), Nouvelle-Galles du Sud
    - No. 285 Squadron, RAAF Base Richmond, Nouvelle-Galles du Sud

  - No. 86 Wing, quartier-général à RAAF Base Richmond, Nouvelle-Galles du Sud
    - No. 36 Squadron, RAAF Base Amberley, Queensland
    - No. 37 Squadron, RAAF Base Richmond, Nouvelle-Galles du Sud
    - No. 38 Squadron, RAAF Base Townsville (en), Queensland
- Surveillance and Response Group (en) (SRG), quartier-général à RAAF Base Williamtown, Nouvelle-Galles du Sud
  - No. 41 Wing, quartier-général à RAAF Base Williamtown, Nouvelle-Galles du Sud
  - No. 42 Wing, quartier-général à RAAF Base Williamtown, Nouvelle-Galles du Sud
    - No. 2 Squadron, RAAF Base Williamtown, Nouvelle-Galles du Sud

  - No. 44 Wing, quartier-général à RAAF Base Williamtown, Nouvelle-Galles du Sud
  - No. 92 Wing, quartier-général à RAAF Base Edinburgh (en), Australie-Méridionale
    - No. 10 Wing, RAAF Base Edinburgh (en), Australie-Méridionale
    - No. 11 Wing, RAAF Base Edinburgh (en), Australie-Méridionale
    - No. 292 Wing, RAAF Base Edinburgh (en), Australie-Méridionale
- Air Force Training Group (en) (AFTG), quartier-général à RAAF Base Williams, Victoria

## Aéronefs

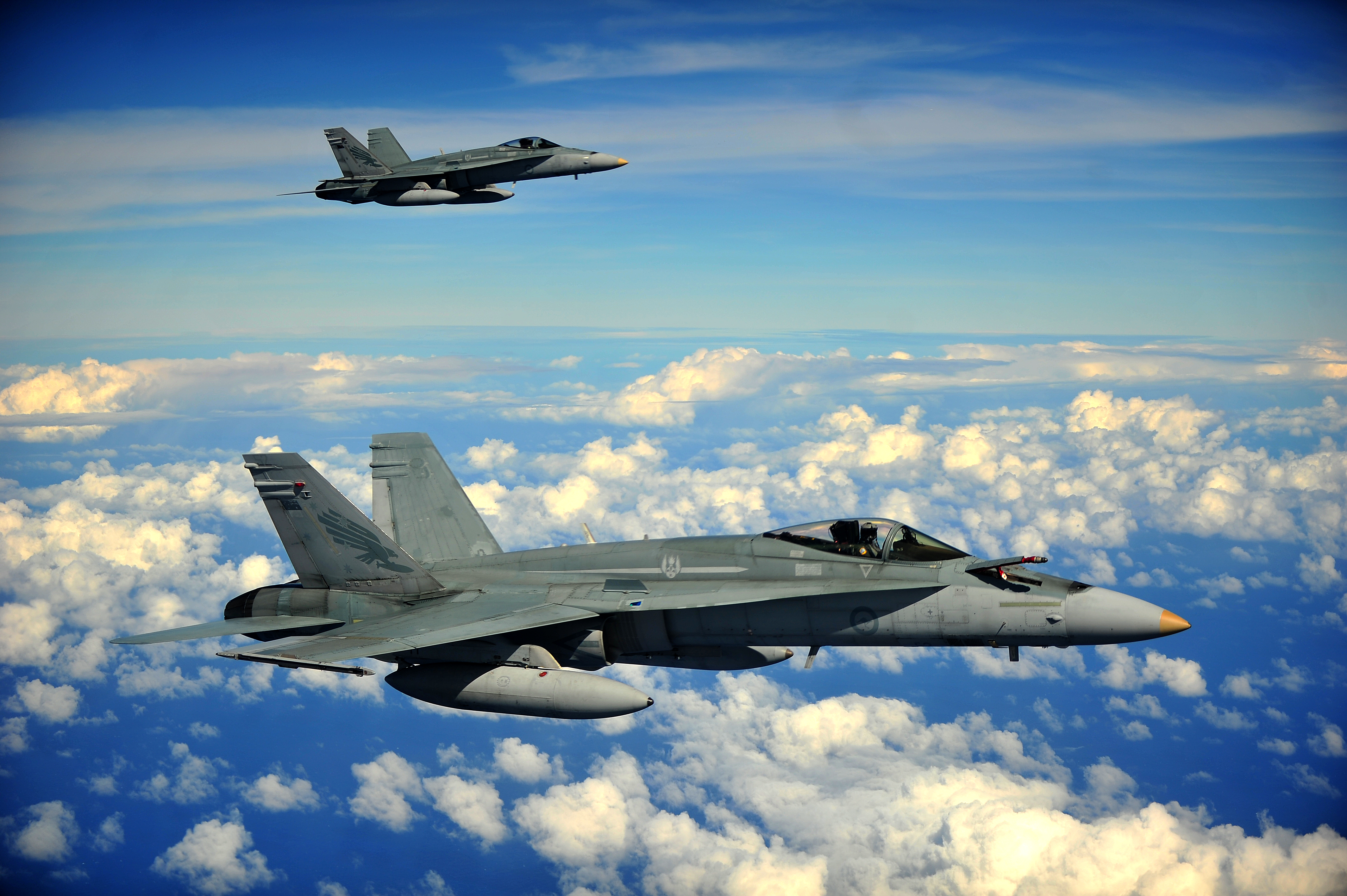
McDonnell Douglas F/A 18 Hornet

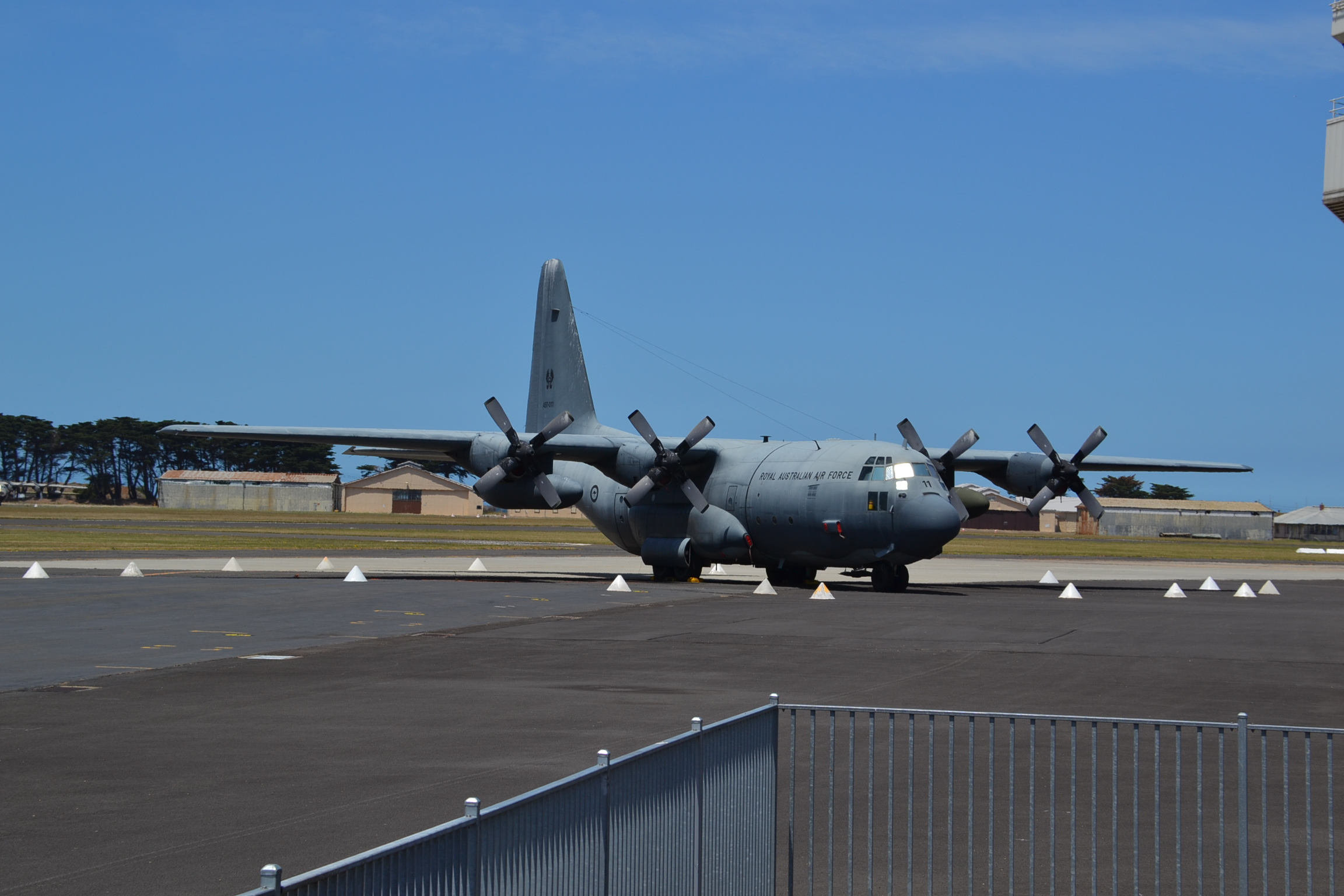
Lockheed C-130J-30 Hercules

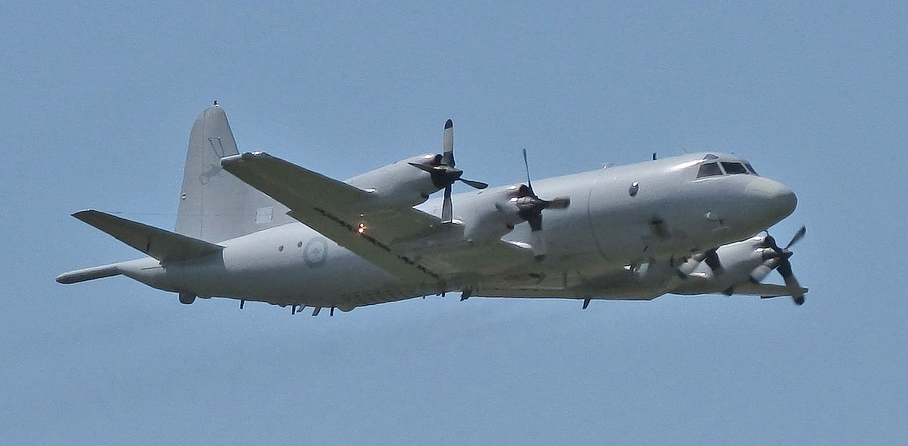
Lockheed AP-3 Orion

Les appareils en service en 2019 sont les suivants (2016) :
| Aéronefs                          | Origine            | Type                                                                   | En service      | Versions/ Remarques |
| Avion de chasse                   | Avion de chasse    | Avion de chasse                                                        | Avion de chasse | Avion de chasse |
| --------------------------------- | ------------------ | ---------------------------------------------------------------------- | --------------- | --- |
| Lockheed Martin F-35 Lightning II | États-Unis         | Avion de combat multirôle                                              | 18 (+56)        | F-35A, premières livraisons en 2018, 14 commandés en 2009, 58 supplémentaires en avril 2014,. 5 sont stationnés aux États-Unis pour l'entraînement                         |
| Boeing F/A-18 Super Hornet        | États-Unis         | Avion de combat multirôle                                              | 24              | F/A-18F. |
| Avion de guerre électronique      |                    |                                                                        |                 | |
| Boeing EA-18G Growler             | États-Unis         | Avion de guerre électronique                                           | 11              | EA-18G |
| Avion de transport                |                    |                                                                        |                 | |
| Boeing C-17 Globemaster III       | États-Unis         | Avion de transport stratégique                                         | 8               | C-17A. |
| Lockheed C-130 Hercules           | États-Unis         | Avion de transport tactique                                            | 12              | C-130J-30. |
| Alenia C-27 Spartan II            | États-Unis/ Italie | Avion de transport tactique                                            | 10              | C-27J |
| Beechcraft King Air               | États-Unis         | Avion de transport léger, transport de personnels, ISTAR               | 8               | Super King Air 350 |
| Bombardier CL-600 Challenger      | Canada             | Avion de transport de hautes personnalités et d’évacuations sanitaires | 3               | CL-604. |
| Boeing 737                        | États-Unis         | Avion de transport de hautes personnalités                             | 2               | 737-700BBJ. |
| Dassault Falcon 7X                | France             | Avion de transport de hautes personnalités                             | 1(+2)           | |
| Avion ravitailleur                |                    |                                                                        |                 | |
| Airbus A330 MRTT                  | Union européenne   | Avion de transport stratégique et de ravitaillement en vol             | 7               | KC-30A |
| Avion de surveillance             |                    |                                                                        |                 | |
| Boeing E-7 Wedgetail              | États-Unis         | Avion de guet aérien et de surveillance radar                          | 6               | E-7A. |
| Avion de patrouille maritime      |                    |                                                                        |                 | |
| P-8 Poseidon                      | États-Unis         | Avion de reconnaissance et de surveillance maritime                    | 7 (+4)          | P-8A |
| Avion d'entraînement              |                    |                                                                        |                 | |
| British Aerospace Hawk            | Royaume-Uni        | Avion d’entraînement intermédiaire et avancé                           | 33              | Hawk Mk-127, transitions sur F/A-18 Super Hornet |
| Pilatus PC-21                     | Suisse             | Avion d'entraînement intermédiaire et avancé                           | 49              | Transitions sur F-35 Lightning II, PC-21 commandés début 2016 en remplacement de 63 Pilatus PC-9A, livraison à partir de juin 2017, dernière livraison le 6 décembre 2019, |
| Beechcraft King Air               | États-Unis         | Avion d’entraînement bimoteur                                          | 4               | Super King Air 350 |
| Drone                             |                    |                                                                        |                 | |
| IAI Heron                         | Israël             | Drone de reconnaissance et d’observation                               | 4               | Heron A. |

## Nouvelles acquisitions
La Royal Australian Air Force se dote à partir de 2009 de nouveaux appareils, pour la plupart achetés aux États-Unis, destinés à agrandir la flotte et à remplacer les anciens avions comme le F-111, ou le Boeing 707.
- Six Airbus A330 MRTT (des A330 modifiés en Transports Multirôles/Tankers) pour remplacer les Boeing 707 ravitailleurs dont le premier a été livré le 1er juin 2011 avant de subir les dernières modifications par la société Qantas Defence Services dans son usine de l'aéroport de Brisbane[27].
- Six Boeing 737 AEW&C Wedgetail (Boeing 737 modifiés) à partir de 2010. C'est une nouvelle génération d'AWACS, qui assurera le contrôle et la défense de l'espace aérien.
- Des JSF F-35A pour remplacer les anciens F/A-18A Hornet qui doivent être retirés en 2020. Alors que la livraison de 100 F-35 était prévue pour débuter en 2015, une première tranche de 58 F-35A doit entrer en service actif à partir de 2018 éventuellement suivis de 28 autres si cela est approuvé entre 2018 et 2020[28].
- Des F/A-18F Super Hornet pour remplacer les vieux F-111 de General Dynamics dès 2010; le premier escadron de Super Hornet est déclaré opérationnel le 9 décembre 2010 les F-111 étant retirés le même mois[29].
- De 12 à 24 Boeing EA-18G Growler de guerre électronique à partir de 2018[30].
- 49 Pilatus PC-21 à partir de 2017 commandés dans le cadre du projet AIR 5428. Avion d'entrainement le plus avancé au monde selon la RAAF, il remplacera les Pilatus PC-9 et les PAC CT/4 Airtrainer. Afin que le système de formation du PC-21 soit spécifiquement adapté à la transition des pilotes sur le futur avion de combat de la RAAF, le Lockheed Martin F-35 Lightning II, Lockheed Martin travaillera en tant que soumissionnaire avec Pilatus Aircraft[31]. Ils seront basés à la RAAF Base East Sale (en) et à la RAAF Base Pearce (en). Les deux premiers doivent être livrés en 2017[32].